# Габровски водопади
Габровските водопади са група от три малки каскадни водопада, разположени на 1 km един от друг в планина Беласица, Северна Македония. Намират се в землището на село Габрово, Община Струмица, по течението на река Бърлен дере. Разположени са в близост до Колешинския и Смоларския водопад. Височината на водния пад им е между 4 и 8 m. През 2010 г. е построена пътека, която достига до тях.

## Външни прерпратки
- Водопадите на Беласица Архив на оригинала от 2016-03-04 в Wayback Machine.